# بلال حمدي
بلال حمدي (30 نوفمبر 1991 بندرومة في الجزائر - ) هو لاعب كرة قدم جزائري في مركز الوسط. شارك مع منتخب الجزائر تحت 20 سنة لكرة القدم ومنتخب الجزائر تحت 23 سنة لكرة القدم. أما مع النوادي، فقد لعب مع ستاد لافال ونادي بريست ونادي سيدان ونادي كليرمونت 63 ونادي لانس.

## وصلات خارجية
- بلال حمدي على موقع رابطة كرة القدم الفرنسية للمحترفين (الإنجليزية)
- بلال حمدي على موقع قاعدة بيانات كرة القدم.إي يو (الإنجليزية)
- بلال حمدي على موقع Soccerway.com (الإنجليزية)
- بلال حمدي على موقع عالم كرة القدم.نت (الإنجليزية)
- بلال حمدي على موقع GSA (الإنجليزية)